# Today (album d'Art Pepper)
Pour les articles homonymes, voir Today.
Albums de Art Pepper
Among Friends Laurie's Choice
(1981)
Today est un album d'Art Pepper.

## L'album
Il contient de nouvelles compositions d'Art Pepper : Miss Who?, Mambo Koyama et Chris's Blues. Patricia et Pepper Pot avaient déjà été enregistrés respectivement sur The Return Of Art Pepper et The Art Pepper Quartet. Art Pepper reprend 3 compositions : Lover Come Back To Me de Hammerstein et Romberg, These Foolish Things (Remind Me of You) de Link, Strachey et Marvell et I Love You (en) de Cole Porter. Les titres 7, 8 et 9 n'étaient pas sur le LP original.

## Titres
- 01. Miss Who? 4:45
- 02. Mambo Koyama 6:42
- 03. Lover Come Back To Me 6:54
- 04. Patricia 10:27
- 05. These Foolish Things (Remind Me of You) 5:46
- 06. Chris's Blues 3:52
- 07. I Love You (en) 4:35
- 08. Pepper Pot 6:40
- 09. These Foolish Things (Remind Me Of You)(Alternate Take) 5:57

## Personnel
- Art Pepper (as), Stanley Cowell (p), Cecil McBee (b), Roy Haynes (d), Kenneth Nash (cong & perc).

## Dates et lieux
- Berkeley,  Californie, 1er décembre 1978 & 2 décembre 1978

## CD références
- 1993 Galaxy Records - VICJ-41856